# Elmbach (Seckach)
Der Elmbach ist ein Bach im Gebiet der Gemeinde Roigheim des baden-württembergischen Landkreises Heilbronn, der nach etwa 21⁄2 km langem Lauf nach Südosten kurz vor dem Dorf Roigheim von rechts in die untere Seckach mündet.

## Name
Der Bach taucht als elndbach im Jahr 1473 erstmals schriftlich auf. Der Name leitet sich vom mittelhochdeutschen elen für 'Elch' ab.

## Geographie

### Verlauf
Der Elmbach beginnt seinen Lauf etwa 2 km nordnordwestlich der Ortsmitte von Roigheim als kahler, wegbegleitender Graben neben einem aus dem Wald Weidach in den offenen Eldengrund austretenden Wirtschaftsweg auf etwa 279 m ü. NHN.
Er fließt durchweg südostwärts, zunächst durch den weiten Talboden des Eldengrundes zwischen Äckern, über denen an den Hängen Wald steht. Nach einer Auenverengung fließt der Bach zwischen Baumreihen und winzigen Feldgehölzen am Unterhang. Im Gewann Dennbarn läuft von Westsüdwesten her ein kurzer Graben zu, während gegenüber am Hang in zwei Feldgehölzen Trockenmauern stehen.
Etwas weiter abwärts ziehen sich Hangwaldstreifen bis ans linke Ufer herab, sie folgen dem Bach nun bis zum Austritt ins Seckachtal. Unter den Leitungen einer Starkstromleitung läuft ein weiterer, längerer Hangbach wieder aus dem Westsüdwesten zu und der dicht begleitende Weg läuft in der Folge am rechten Unterhang. In inzwischen tieferem Tal schlängelt sich der Bach nun etwas und auf einem Abschnitt reicht Hangwald auch bis ans rechte Ufer. Nachdem sich die Aue wieder geöffnet hat, wird der Bach begradigt am linken Hangfuß neben einer Talwiese geführt.
Dann kreuzt der Bach die Straße, die den Roigheimer Wohnplatz Riedhang am Fuß des linken Talsporns vom Dorf Roigheim her erschließt, dessen nächste Gebäude am rechten stehen, und gleich darauf auch die Frankenbahn am rechten Rand der Seckachaue. Nach dreihundert Metern in schnurgeradem Graben auf den Fluss zu knickt der Lauf nach rechts ab und mündet dann gleich auf knapp 200 m ü. NHN in spitzem Winkel in die untere Seckach, kurz vor den Auensportplätzen vor dem Ostrand von Roigheim.
Der Elmbach mündet nach etwa 2,7 km² langem Lauf mit mittlerem Sohlgefälle von etwa 30 ‰ rund 79 Höhenmeter unterhalb seines Grabenbeginns am Rand des Weidachwaldes. Er führt, ebenso wie seine Zuflüsse, nur zeitweilig Wasser.

### Einzugsgebiet
Der Elmbach hat ein 2,7 km² großes Einzugsgebiet, das naturräumlich zum Bauland gehört, überwiegend zu dessen Unterraum Waidach, das unterste Einzugsgebiet zu den Seckach-Kirnau-Platten des Unterraums Mittleres Bauland. Die mit etwa 345–340 m ü. NHN größten Höhen werden an der waldbedeckten westlichen Wasserscheide erreicht und daneben auf der offenen Höhe an der südwestlichen isoliert wenig über 340 m ü. NHN.
Gut die Hälfte des Gebietes ist von Wald bestanden, vor allem geschlossen im Nordwesten; dagegen gibt es im unteren Tal teils bis an den Lauf reichende, aber nur schmale Hangwälder. Der übrige offene Gebietsanteil wird im oberen, breiten und flachen Eldengrund, auf den Randhöhen und zuletzt in der Seckachaue meist ackerbaulich genutzt, während im schmalen mittleren und unteren Talabschnitt und in den dortigen Seitenmulden die Wiesen dominieren.
Etwa ein Zehntel des Einzugsgebietes im Norden und Nordwesten, durchweg Wald, gehört zur Gemeinde Schefflenz im benachbarten Neckar-Odenwald-Kreis, das übrige zur Gemeinde Roigheim im Landkreis Heilbronn. Besiedelt ist es nur mit den Häusern am nordöstlichen Ortsrand von Roigheim und Teilen einer Aussiedlerhofgruppe am linken Talsporn zur Seckach.
Reihum grenzen die Einzugsgebiete der folgenden Nachbargewässer an:
- Im Norden und Nordosten konkurriert der in selber Richtung fließende Kastenbach, der letzte Seckach-Zufluss vor dem Elmbach;
- im Südwesten zieht der ebenfalls ungefähr parallele Bach durch die Klinge durch die Roigheimer Ortsmitte abwärts des Elmbachs zur Seckach;
- der Abfluss jenseits der westlichen Wasserscheide erreicht über den Wolfsbach die Schefflenz, den nächsten größeren Zufluss der Jagst nach der Seckach.

### Zuflüsse
Liste der Zuflüsse von der Quelle zur Mündung. Gewässerlänge, Einzugsgebiet und Höhe nach den entsprechenden Layern auf der Onlinekarte der LUBW. Andere Quellen für die Angaben sind vermerkt.
Ursprung des Elmbachs auf etwa 279 m ü. NHN etwa 2 km nordwestlich der Ortsmitte von Roigheim am Austritt eines Waldwegs aus dem Wald Weidach in den offenen Eldengrund. Den anfangs grabenartigen und nur unbeständig wasserführenden Bach folgt fast bis zur Mündung der nun Elmbachweg genannte Wirtschaftsweg sehr nahe.
- Auf den oberen Eldengrund zu konvergieren ein Trockental im Wald Weidach aus dem Nordwesten, ein weiteres vom Auerbacher Loch aus dem Westnordwesten und das dem Waldrand folgende Trockental Fuchsenloch aus dem Westen.
- (Bachgraben aus dem Dennbarn), von rechts und Westsüdwesten auf etwa 262 m ü. NHN, 0,3 km und unter 0,2 km². Entsteht auf etwa 292 m ü. NHN. Unbeständig.
- (Bachgraben vom Höhengewann Südbaum her), von rechts und Westsüdwesten auf etwa 249 m ü. NHN, 0,5 km und unter 0,2 km². Entsteht auf etwa 301 m ü. NHN. Unbeständig.

Mündung des Elmbachs von rechts und Nordwesten auf ca. 200 m ü. NHN vor dem Auensportplatz von Roigheim in die untere Seckach. Der Elmbach ist ca. 2,6 km lang und hat ein ca. 2,7 km² großes Einzugsgebiet.

## Geologie
Die höchste triassische Schicht im Einzugsgebiet ist der Lettenkeuper (Erfurt-Formation), der aber nur mit den zwei kleinflächigen Kappen einer Waldhöhe an der Nordwestspitze des Einzugsgebietes und der Höhe an der südwestlichen Wasserscheide vertreten ist, im übrigen Einzugsgebiet liegt der Muschelkalk im Untergrund, weit überwiegend der Obere Muschelkalk, daneben der Mittlere Muschelkalk, der etwa einen halben Kilometer vor dem Talende am unteren Hang auszustreichen beginnt. Dass es nur wenige Gewässer im Einzugsgebiet gibt, die noch dazu alle unbeständig sind, ist der Verkarstung des Muschelkalks geschuldet.
Jüngere geologische Schichten sind Lösssediment aus quartärer Ablagerung, das bandförmig in die Trockentäler vor dem Bachgrabenbeginn eingelagert ist und auch sonst etwas Fläche vor allem auf der linken Randhöhe bedeckt. Vom Eldengrund an zieht sich ein anfangs breiter Streifen von Schwemmland beidseits dem Lauf entlang und setzt nach der Hälfte des Laufes aus; nachdem an den Talflanken der Mittlere Muschelkalk aufgetaucht ist, umgibt den Bach wiederum ein Band von Schwemmland, das sich nach dem Übertritt in die Seckachaue stark ausweitet und aus Schwemmlehm besteht.

## Schutzgebiet
Der kleine Schefflenzer Gebietsanteil gehört zum Naturpark Neckartal-Odenwald.

### LUBW
Amtliche Online-Gewässerkarte mit passendem Ausschnitt und den hier benutzten Layern: Lauf und Einzugsgebiet des Elmbachs

Allgemeiner Einstieg ohne Voreinstellungen und Layer: Daten- und Kartendienst der Landesanstalt für Umwelt Baden-Württemberg (LUBW) (Hinweise)
1. 1 2 3 4  Höhe nach grauer Beschriftung auf dem Hintergrundlayer Topographische Karte.
2. 1 2  Länge nach dem Layer Gewässernetz (AWGN), ergänzt um ein kleines, auf der Gewässerkarte nicht berücksichtigtes Anfangsstück, das auf dem Hintergrundlayer Topographische Karte abgemessen wurde.
3. 1 2  Einzugsgebiet abgemessen auf dem Hintergrundlayer Topographische Karte.
4. ↑  Natur teilweise nach dem Layer Geschützte Biotope.
5. ↑  Länge abgemessen auf dem Hintergrundlayer Topographische Karte.
6. ↑  Schutzgebiete nach dem einschlägigen Layer.

### Andere Belege
1. ↑  Karlheinz Englert: Roigheim - Damals und heute. Heimatkundlicher Arbeitskreis Roigheim, 1994, S. 57
2. ↑  Josef Schmithüsen: Geographische Landesaufnahme: Die naturräumlichen Einheiten auf Blatt 161 Karlsruhe. Bundesanstalt für Landeskunde, Bad Godesberg 1952. → Online-Karte (PDF; 5,1 MB)
3. ↑  Wolf-Dieter Sick: Geographische Landesaufnahme: Die naturräumlichen Einheiten auf Blatt 162 Rothenburg o. d. Tauber. Bundesanstalt für Landeskunde, Bad Godesberg 1962. → Online-Karte (PDF; 4,7 MB)
4. ↑  Geologie nach den Layern zu Geologische Karte 1:50.000 auf: Mapserver des Landesamtes für Geologie, Rohstoffe und Bergbau (LGRB) (Hinweise)